# Marian Martiszko
Marian Martiszko (ur. 14 stycznia 1933 w Bruay-en-Artois – obecnie część Bruay-la-Buissière) – polski polityk, poseł na Sejm PRL IV kadencji.

## Życiorys
Uzyskał wykształcenie podstawowe, z zawodu aparatowy. Zatrudniony był w Zakładach Azotowych w Kędzierzynie. W 1965 uzyskał mandat posła na Sejm PRL w okręgu Koźle z ramienia Polskiej Zjednoczonej Partii Robotniczej. W parlamencie zasiadał w Komisji Pracy i Spraw Socjalnych.
Wieloletni prezes Towarzystwa Przyjaźni Polsko-Francuskiej w Kędzierzynie-Koźlu oraz działacz Sojuszu Lewicy Demokratycznej. W 2010 bez powodzenia kandydował na radnego Kędzierzyna-Koźla. Zasiadał w zarządzie rady powiatowej SLD, był przewodniczącym koła partii Śródmieście w Kędzierzynie-Koźlu.

## Odznaczenia
- Srebrny Krzyż Zasługi
- Srebrne Odznaczenie im. Janka Krasickiego
- Odznaka 1000-lecia Państwa Polskiego (1966)[5]